# Trimíklini
Trimíklini (grec moderne : Τριμίκλινη) est un village situé à Chypre.

## Démographie
Le village compte 307 habitants en 2011.